# Mikołajów (gmina w województwie łódzkim)
Mikołajów (także Mikołajew, Nikołajew) – dawna gmina wiejska istniejąca w latach 1859–1954 w Łódzkiem. Siedzibą władz gminy był Mikołajów.
Gmina Nikołajew powstała za Królestwa Polskiego w 1868 roku, w powiecie brzezińskim w guberni piotrkowskiej.
W 1919 roku gmina weszła w skład woj. łódzkiego. W 1933 roku rozszerzono uprawnienia samorządowe gminy. Podczas okupacji gmina należała do dystryktu radomskiego (w Generalnym Gubernatorstwie). Po zakończeniu II wojny światowej utworzona została Gminna Rada Narodowa w Mikołajowie a w 1950 roku funkcję wykonawczą Zarządu Gminnego przejęło Prezydium Gminnej Rady Narodowej.
Według stanu z dnia 1 lipca 1952 roku gmina składała się z 10 gromad: Będzelin, Chrusty Nowe, Chrusty Stare, Cisów, Kaletnik, Łaznowska Wola, Mikołajów, Redzeń Nowy, Redzeń Stary i Regny. Jednostka została zniesiona 29 września 1954 roku wraz z reformą wprowadzającą gromady w miejsce gmin. Z obszaru gminy utworzono Gromadzkie Rady Narodowe. Po reaktywowaniu gmin z dniem 1 stycznia 1973 roku gminy nie przywrócono, a jej dawny obszar wszedł głównie w skład gminy Rokiciny.